# Akuro no Oka
"Akuro no Oka" (アクロの丘 (яп.)) — сингл гурту Dir En Grey випущений 20 січня 1999 року. Він є одним з перших, який включав ремікси і був випущений одночасно разом з "Yurameki" та "-Zan-". Пісня протрималася під номером 7 у музичному чарті Oricon у Японії.

## Трекліст
Автор слів Kyo, автор музики Kaoru. 
| #  | Назва                                                                    | Тривалість |
| -- | ------------------------------------------------------------------------ | ---------- |
| 1. | «Akuro no Oka» (アクロの丘 (яп.))                                        | 8:33       |
| 2. | «-Zan- D.P.Y. Mix» (残 (яп.) -ZAN- "D.P.Y. Mix", (ремікси Paul DeCarli)) | 4:07       |

## Персоналії
- Dir En Grey
  - Kyo – вокал, лірика
  - Kaoru – гітара, композитор
  - Die – гітара
  - Toshiya – бас-гітара
  - Shinya – барабан, композитор
- Йошікі Хаяші – продюсер
- Біл Кеннеді (Precision Mastering) – мастеринг
- Пол Декарлі – ремікс